# ایندیاناپولیس کولتز

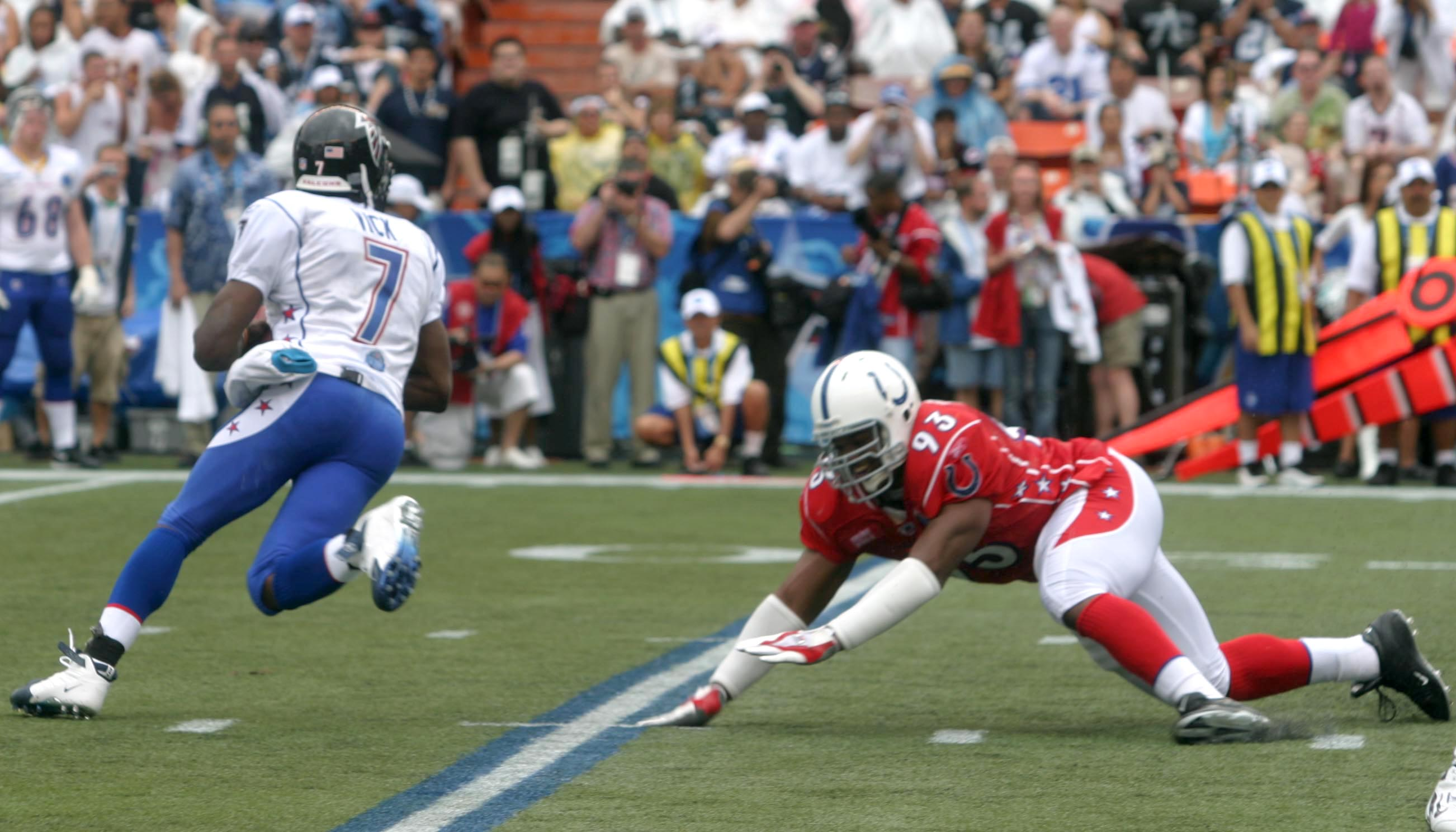

تیم فوتبال آمریکایی ایندیاناپولیس کولتز (به انگلیسی: Indianapolis Colts) از شهر ایندیاناپولیس در ایندیانا می‌باشد.
این تیم عضو لیگ ملی فوتبال آمریکا است.
ورزشگاه خانه این تیم ورزشگاه لوکاس اویل (به انگلیسی: Lucas Oil Stadium) نام دارد.